# Antoni Lesicki
Antoni Lesicki (ur. w 1908) – polski lekkoatleta, specjalizujący się w biegach sprinterskich i średniodystansowych.

## Osiągnięcia
- Mistrzostwa Polski seniorów w lekkoatletyce

- Królewska Huta 1931

- brązowy medal w biegu na 800 m

- Bydgoszcz 1933

- srebrny medal w biegu na 400 m
- srebrny medal w sztafecie 4 × 400 m

- Poznań 1934

- złoty medal w sztafecie 4 × 400 m
- brązowy medal w biegu na 400 m

- Warszawa 1934 (sztafety)

- złoty medal w sztafecie 4 × 400 m
- złoty medal w sztafecie 400+300+200+100 m
- złoty medal w sztafecie 800+400+200+100 m
- srebrny medal w sztafecie 4 × 100 m

- Białystok 1935

- złoty medal w sztafecie 4 × 400 m